# Oenopota glacialis
Oenopota glacialis is een slakkensoort uit de familie van de Mangeliidae. De wetenschappelijke naam van de soort is voor het eerst geldig gepubliceerd in 1912 door Thiele.